# Lydia Taft
Lydia Taft (geborene Chapin, geb. 2. Februar 1712 in Mendon; gest. 9. November 1778 in Uxbridge) war die erste Frau, die im kolonialisierten Amerika ihre Stimme bei einer Wahl abgab. Im Jahr 1756, lange vor dem Aufkommen der Frauenwahlrechtsbewegung in den USA, beteiligte sie sich an einer Wahl der Stadt Uxbridge.

## Leben
Im Jahr 1712 wurde Lydia Chapin als Tochter von Seth Chapin, einem angesehenen Bürger und Anführer der Bürgerwehr, in Mendon, Massachusetts geboren. Am 28. Dezember 1731 heiratete sie Josiah Taft und das Paar ließ sich in Uxbridge nieder. Sie hatten sieben gemeinsame Kinder, von denen zwei allerdings im jungen Alter starben. Mit ihrem bürgerschaftlichen Engagement brachten sie sich in Uxbridge ein, das sich in dieser Zeit von einer ländlichen, kolonialisierten Gemeinschaft zu einer respektierten Stadt entwickelte.
Ihr Ehemann Josiah Taft war ein einflussreicher und wohlhabender Bürger und hielt außerdem das größte Anwesen der Stadt Uxbridge. Im Jahr 1756 starb ihr ältester Sohn, der die Harvard University besuchte, und kurz darauf auch ihr Ehemann Josiah. Im selben Jahr stand in der Uxbridge eine Wahl darüber an, ob und mit welchem Betrag man das Kriegsgeschehen des Siebenjährigen Kriegs in Nordamerika weiter unterstützen sollte. Zu dieser Zeit war es nur männlichen Bürgern mit Landbesitz erlaubt zu wählen.
Da Josiah Taft aber tot und der nun älteste Sohn der Familie, Bezaleel Taft, noch minderjährig war, gaben die Bürger der Stadt Uxbridge Lydia Taft das Recht, in dieser Wahl vom 30. Oktober 1756 ihre Stimme abzugeben. Die Gründe dafür sind nicht abschließend geklärt. Zum einen spielte damals der politische Grundsatz „No taxation without representation“ eine wichtige Rolle und sollte so konsequent durchgesetzt werden. Zum anderen war ihre Stimme in dieser Wahl entscheidend und so ist nicht auszuschließen, dass sie das Wahlrecht auch aus politischen Interessen heraus erhielt.
Im Alter von 65 Jahren starb Lydia Taft am 9. November 1778 in Uxbridge.

## Zweifel an Tafts Beteiligung an der Wahl
Die Erzählung von Lydia Taft als erster weiblicher Wählerin Amerikas stützt sich hauptsächlich auf einen über hundert Jahre nach ihrem Tod entstandenen Text Henry Chapins, eines Nachfahren Tafts. Allerdings zweifeln Historiker und Historikerinnen die Richtigkeit dieses Textes an, z. B. finden sich in den Aufzeichnungen der Stadt Uxbridge zu diesem Text abweichende Informationen: Zum einen ist am 30. Oktober 1756 keine Versammlung dokumentiert, zum anderen gibt es keine Dokumentation, dass im Jahr 1756 überhaupt Gelder in das Kriegsgeschehen geflossen seien.
Dennoch wird Lydia Tafts Bedeutung für die amerikanische Geschichte im Allgemeinen anerkannt, z. B. durch die Umbenennung des Highways 146A nach Uxbridge in Lydia Taft-Highway.